# NGC 7688
NGC 7688 este o galaxie situată în constelația Pegas. A fost descoperită în 13 august 1865 de către Christian Heinrich Friedrich Peters.